# Stenus confusus
Stenus confusus är en skalbaggsart som beskrevs av J. Sahlberg 1876. Stenus confusus ingår i släktet Stenus, och familjen kortvingar. Arten är reproducerande i Sverige.